# 领土警察部队
领土警察部队是负责管理有關国家边界的警察部门，与处理整个国家或某种犯罪类型的其他警察部门不同。 在联邦制国家中，负责各个次国家管辖区的警察通常被称州或省警察。